# Nabiganj
Nabiganj (in bengalese নবীগঞ্জ) è un sottodistretto (upazila) del Bangladesh situato nel distretto di Habiganj.